# AS Niamey
El AS Niamey es un equipo de fútbol de Níger que juega en la Tercera División de Níger, la tercera liga de fútbol en importancia en el país.

## Historia
Fue fundado en el año 1975 en la capital Niamey y fue en la década de los años 1980s que tuvo sus mejores años hasta el momento, ya que en ese lapso de tiempo ganó tres títulos de liga y tres de copa, aunque no juegan en la máxima categoría desde el 2002.
A nivel internacional han participado en 2 torneos continentales, en los cuales nunca han podido superar la primera ronda.

## Palmarés
- Primera División de Níger: 3

1980, 1981, 1982
- Copa de Níger: 3

1979, 1980, 1981
- - Finalista: 1

1982

## Participación en competiciones de la CAF
| Temporada | Torneo                            | Ronda      | Club          | Casa | Visita | Global  |
| --------- | --------------------------------- | ---------- | ------------- | ---- | ------ | ------- |
| 1980      | Copa Africana de Clubes Campeones | 1          | Djoliba AC    | 0-1  | 0-2    | 0-3     |
| 2003      | Liga de Campeones de la CAF       | Preliminar | FC Nouadhibou | 1-0  | 1-2    | 2-2 (a) |
| 2003      | Liga de Campeones de la CAF       | 1          | ASEC          | 2-2  | 0-3    | 2-5     |